# Bombardamento della Cattedrale di Ġazančec'oc' del 2020
Il bombardamento della cattedrale di Ġazančec'oc' del 2020 ebbe luogo l'8 ottobre, prima della battaglia di Shushi, quando la cattedrale del Santo Salvatore (in armeno Սուրբ Ամենափրկիչ մայր տաճար?, Surb Amenap′rkich mayr tachar) della città di Şuşa, conosciuta come Cattedrale di Ġazančec'oc' (in armeno Ղազանչեցոց?, in azero Qazançı), fu colpita due volte da missili, provocando il crollo di una parte del tetto. L'Armenia accusò le forze armate azere per i bombardamenti.
Human Rights Watch (HRW) confermò che le forze azere avevano attaccato una chiesa nella città di Şuşa l'8 ottobre 2020, definendo l'atto come un "possibile crimine di guerra", specificando che la chiesa era stata colpita due volte in quello che sembrava essere "un attacco deliberato in violazione delle leggi di guerra”.

## Storia
Il bombardamento avvenne l'undicesimo giorno della seconda guerra del Nagorno Karabakh tra Armenia e Azerbaigian, una continuazione del conflitto sulla regione contesa del Nagorno Karabakh risalente a prima della caduta del comunismo. Shusha era detenuta dalla Repubblica dell'Artsakh, un'autonomia politica armena de facto sin dalla prima guerra del Nagorno Karabakh. In Azerbaigian, la perdita di Shusha nel 1992 era stata particolarmente pianta poiché la città era il centro culturale di poeti, musicisti e compositori azeri. Prima della guerra, la cattedrale era stata danneggiata dalle violenze etniche che circondarono il massacro degli armeni di Shusha nel 1920 e fu poi utilizzata come magazzino nella Repubblica Socialista Sovietica Azera e nella prima guerra del Nagorno Karabakh, fino a quando Shusha non cadde in mano alle forze armate dell'Armenia nel 1992. L'edificio fu poi restaurato negli anni '90 dalla Chiesa apostolica armena, che aveva costruito la chiesa negli anni '80 dell'Ottocento.

## Bombardamento
Come riportato da HRW il 27 settembre, l'Azerbaigian lanciò un'offensiva militare che aveva intensificato le ostilità tra Azerbaigian e Armenia e le autorità de facto nel Nagorno Karabakh". Iniziarono gli attacchi aerei e terrestri in numerose città e insediamenti del Nagorno-Karabakh, inclusa la città di Shushi. Nei primi giorni di combattimento furono segnalati diversi attacchi a Shushi. All'inizio di ottobre, molti dei suoi residenti erano fuggiti, anche se alcuni civili erano rimasti, inclusi uomini, donne e bambini.
HRW e Amnesty International confermarono i rapporti della parte armena sull'uso di munizioni a grappolo nelle aree popolate di Shushi e in altri insediamenti del Kharabakh, con conseguenti vittime civili. Intensi bombardamenti su aree civili della città furono riportati anche dai media internazionali: Come riferito dal corrispondente tedesco della Bild i missili dell'esercito azero continuavano a colpire condomini e obiettivi chiaramente civili”.
Secondo i media al momento dell'attacco la Casa culturale di Shushi venne gravemente danneggiata da un attacco missilistico azero e i civili erano al riparo nel seminterrato dell'edificio.

### Bombardamento della Cattedrale
La prima granata cadde sulla cupola della chiesa alle 12:30 dell'8 ottobre, danneggiando gravemente l'interno. I media locali riferirono che adulti e bambini si stavano rifugiando all'interno della chiesa quando si verificò la prima esplosione, ma nessuno rimase ferito. Alle 17:00 dello stesso giorno, mentre i giornalisti stavano ispezionando i danni, una seconda granata colpì l'edificio. Due giornalisti russi furono feriti dal secondo bombardamento; uno, il caporedattore di Segodnya, fu gravemente ferito e sottoposto a un intervento chirurgico a Stepanakert. Venne anche ferito lievemente un armeno che accompagnava i giornalisti.
Nel suo successivo rapporto HRW precisò che molti fattori indicassero che entrambi gli attacchi erano diretti alla chiesa. I resti trovati indicavano che le armi utilizzate erano in grado di essere dirette contro "un bersaglio specifico". Inoltre, entrambi gli attacchi colpirono la stessa parte del tetto con una differenza di meno di due metri.

## Risposta

### Armenia
Il ministero degli Esteri armeno rilasciò una dichiarazione ufficiale descrivendolo come:
Venne inoltre affermato che:
Artsrun Hovhannisyan, portavoce del ministero della Difesa armeno, accusò dei bombardamenti il "nemico Azerbaigian".
Secondo Armenpress, Pargev Martirosyan, vescovo della diocesi dell'Artsakh di cui la cattedrale è sede episcopale, paragonò i bombardamenti con le azioni dello Stato Islamico dell'Iraq e del Levante, dicendo: "Stanno bombardando i nostri valori spirituali, quando siamo restaurare e preservare le moschee”. Un altro sacerdote della cattedrale disse: "Sento il dolore che le mura della nostra bella cattedrale siano distrutte. Sento il dolore che oggi il mondo non reagisca a quello che sta succedendo qui e che i nostri ragazzi muoiano per difendere la nostra Patria".
Dopo il bombardamento, il violoncellista belga-armeno Sevak Avanesyan suonò per l'edificio danneggiato il pezzo "Cicogna" (in armeno Krunk?) del compositore armeno Komitas, vittima del genocidio armeno. Il video fu pubblicato il 12 ottobre sull'account Twitter ufficiale dell'Armenia, che secondo Al-Jazeera era un messaggio che il bombardamento della cattedrale da parte dell'Azerbaigian era parte integrante di una secolare inimicizia dei turchi nei confronti degli armeni.

### Azerbaigian
Il ministero della Difesa dell'Azerbaigian negò ufficialmente il coinvolgimento, mentre l'agenzia di stampa statale dell'Azerbaigian azera affermò che dietro l'attacco c'era l'Armenia.
In un'intervista con la giornalista della BBC News Orla Guerin, il presidente dell'Azerbaigian, Ilham Aliyev, negò che la chiesa fosse un obiettivo militare per le sue forze e affermò che i bombardamenti erano stati o "un errore della nostra artiglieria o una provocazione deliberata degli stessi armeni". Alla domanda se lo stesso errore potesse essere commesso due volte in un giorno, Aliyev risposte:"
Menzionò anche gli attacchi missilistici su Gəncə del 2020, incolpando l'Armenia e negando di aver attaccato i civili a Stepanakert.
Nel programma televisivo di Rossija 1, "Serata con Vladimir Solov'ëv", la giornalista e analista politica azera , Saadat Kadyrova, giustificò l'attacco alla chiesa, sostenendo che nella lotta contro i "terroristi" tutti i mezzi fossero giustificati, paragonando la chiesa con un gabinetto e i residenti del Nagorno Kharabakh con i terroristi.

### Internazionale
Una dichiarazione rilasciata dall'Associazione internazionale degli studiosi del genocidio (IAGS), firmata da Israel Charny, Yair Auron, Matthias Bjørnlund, Tessa Hofmann e altri condannò gli attacchi intenzionali di civili e delle infrastrutture civili da parte delle forze azere, descrivendo gli attacchi alla chiesa come "parte della politica del genocidio culturale che il governo azero ha attuato negli ultimi 30 anni distruggendo sistematicamente il patrimonio storico armeno".
Hugh Williamson, direttore di Human Rights Watch per l'Europa e l'Asia centrale, invitò l'Azerbaigian a indagare sugli attacchi:
La Commissione degli Stati Uniti per la libertà religiosa internazionale (USCIRF) scrisse di essere "sgomenta nell'apprendere che la cattedrale di Ghazanchetsots era stata gravemente danneggiata dai combattimenti nel Nagorno Karabakh e richiese la salvaguardia dei luoghi di culto e dei siti religiosi, in particolare nella violenza corrente."
In risposta all'interrogazione scritta urgente inviata alla Commissione europea dal membro del Parlamento europeo Loucas Fourlas, l'Alto rappresentante Josep Borrell dichiarò a nome della Commissione europea che l'UE: 
L'incidente fu poi citato e condannato in una risoluzione adottata dall'Assemblea parlamentare del Consiglio d'Europa.

## Conseguenze
Le forze azere presero il controllo di Shusha il 7 novembre, dopo una battaglia di tre giorni sulla città. Il 10 novembre fu poi raggiunto un accordo di cessate il fuoco tra Armenia e Azerbaigian con la mediazione della Russia.
Dopo la presa azera, la restante popolazione armena fuggì dalla città, mentre iniziarono ad emergere numerosi rapporti secondo i quali il patrimonio culturale armeno veniva vandalizzato e distrutto nei territori sotto il controllo dell'Azerbaigian. Tra gli altri, video e foto della cattedrale di Ghazanchetsots vandalizzata e della chiesa di Kanach Zham furono pubblicati sui social media. Il ministero degli Esteri armeno e la Chiesa apostolica armena rilasciarono dichiarazioni di condanna di questi atti.
Numerosi studiosi e istituzioni culturali, come il Metropolitan Museum of Art, lanciarono appelli per la conservazione del patrimonio culturale nel Nagorno Karabakh, esprimendo preoccupazione e sostenendo una rinnovata protezione del patrimonio culturale armeno nella regione.
Il 20 novembre 2021 il Direttore Generale dell'UNESCO Audrey Azoulay dichiarò la necessità di proteggere i monumenti del Nagorno Karabakh e l'inammissibilità dei tentativi di distorcere la loro identità. Si offrì di inviare una missione indipendente di esperti nel Nagorno Karabakh e nei distretti circostanti per fare un inventario preliminare dei beni culturali significativi. La proposta fu approvata dagli Stati membri, rispecchiando la Dichiarazione del Comitato dell'UNESCO per la protezione dei beni culturali in caso di conflitto armato. Tuttavia l'Azerbaigian rifiutò di concedere l'accesso ai territori, accusando l'UNESCO di essere "pregiudiziale" e di utilizzare "doppi standard".
Il 3 maggio 2021, fonti armene iniziarono a riferire che la cupola e la croce della cattedrale di Ghazanchetsots erano state rimosse. Dopo una protesta da parte armena, le autorità azere rilasciarono una dichiarazione in cui affermavano che la cattedrale era in fase di ricostruzione per "ripristinare" la sua forma "originale", senza specificare cosa si intendesse con lo stile "originale". Il ministero degli Esteri armeno definì queste azioni dell'Azerbaigian "deplorevoli" e un atto di "vandalismo volto a privare la cattedrale di Shushi della sua identità armena".
In un'udienza presso la Corte europea dei diritti dell'uomo il 15 ottobre 2020, la parte armena presentò, tra le altre cose, prove del bombardamento della cattedrale e del successivo trattamento riservato dall'Azerbaigian. Il 7 dicembre 2020 la corte confermò le misure provvisorie richieste dall'Armenia per garantire che l'Azerbaigian prevenisse "vandalismo e profanazione" del patrimonio culturale armeno situato nei territori controllati da Baku.
Al 2021 la Cattedrale è completamente coperta da impalcature e reti.  Nessun esperto internazionale indipendente è stato in grado di ispezionare il sito poiché l'Azerbaigian continua a negare l'accesso alla missione dell'UNESCO.

## Galleria d'immagini

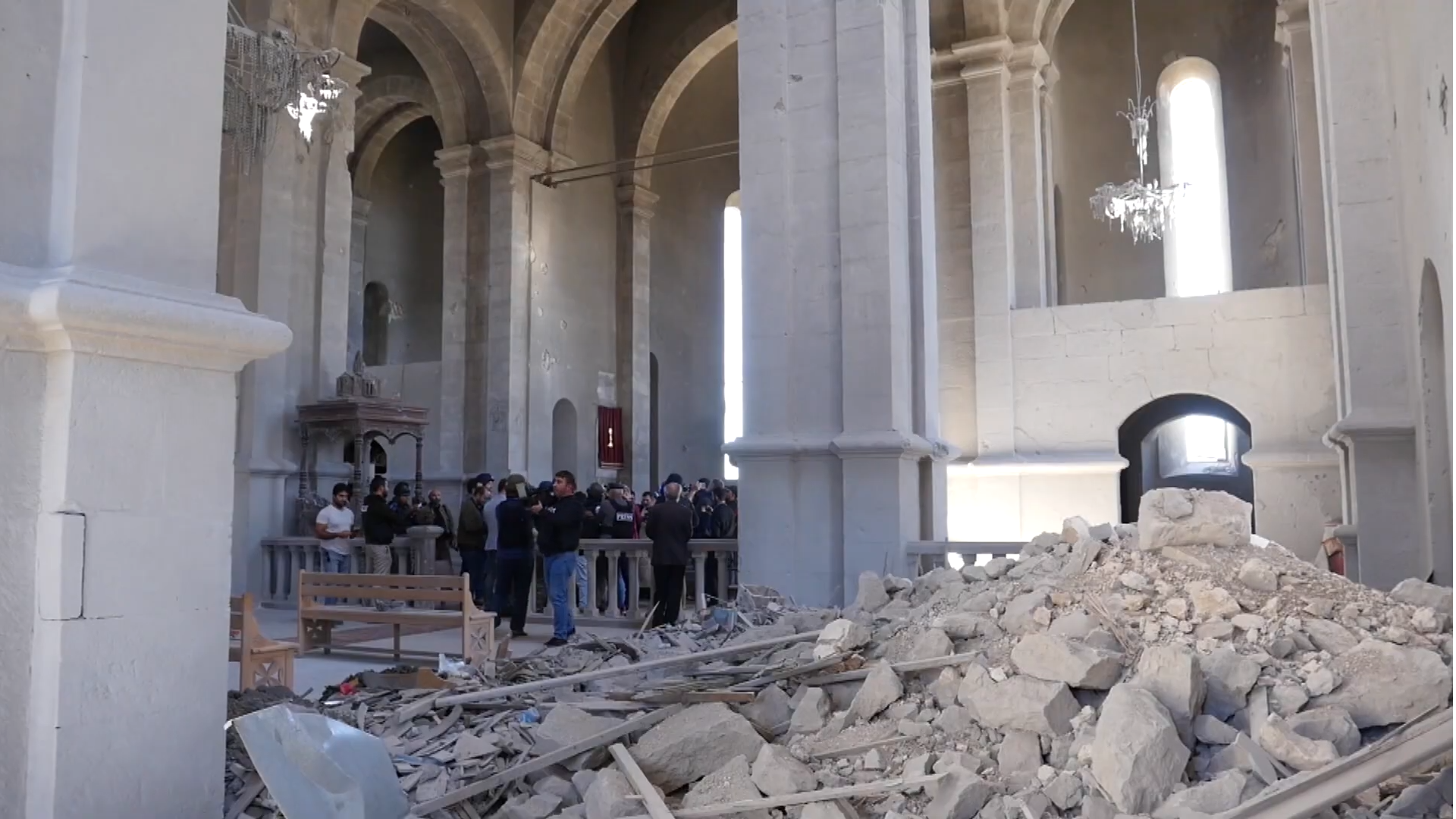
Matrimonio armeno nella danneggiata Cattedrale del Santo Salvatore il 24 ottobre 2020
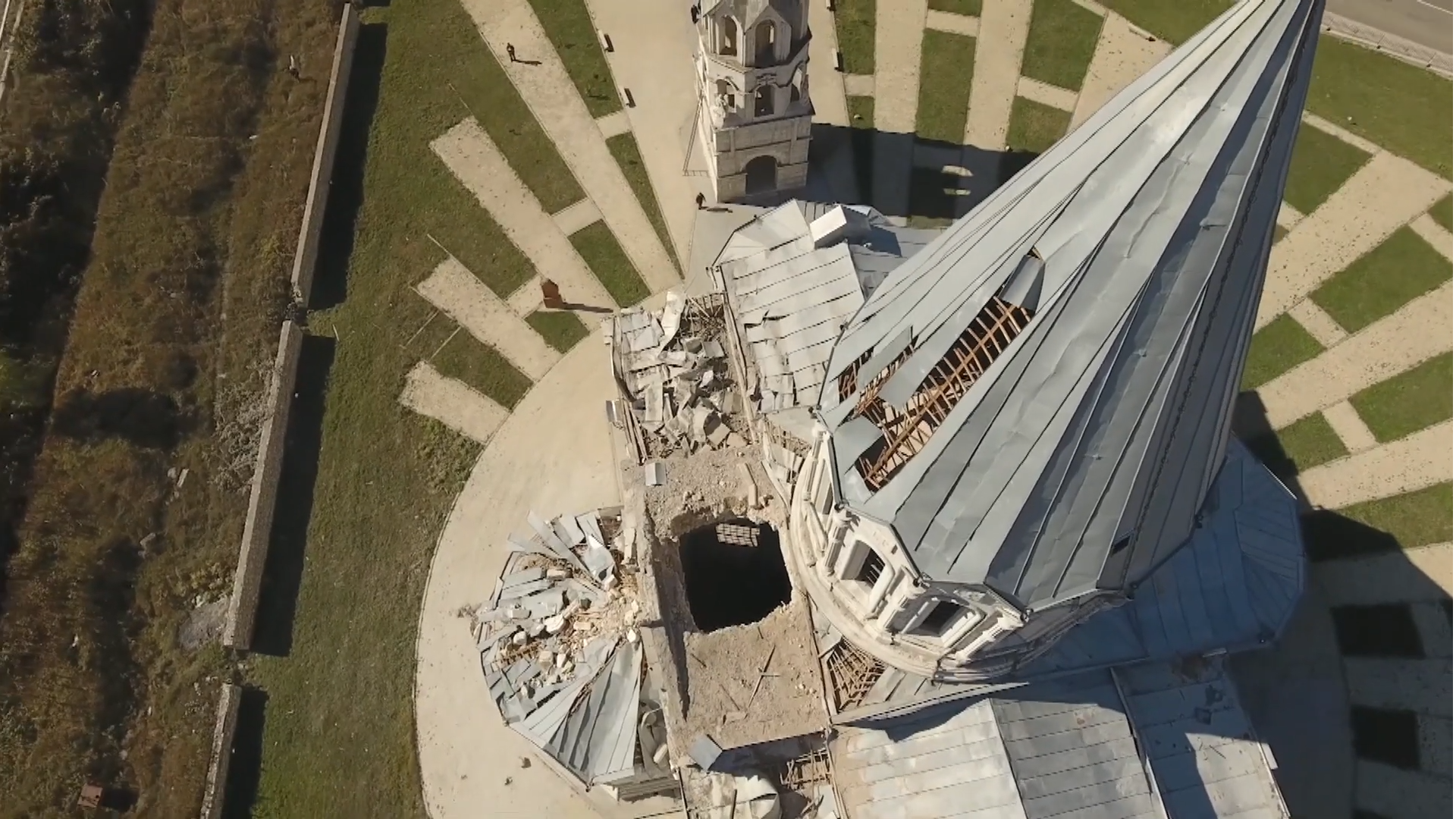
Il tetto della cattedrale danneggiata di Ghazanchetsots
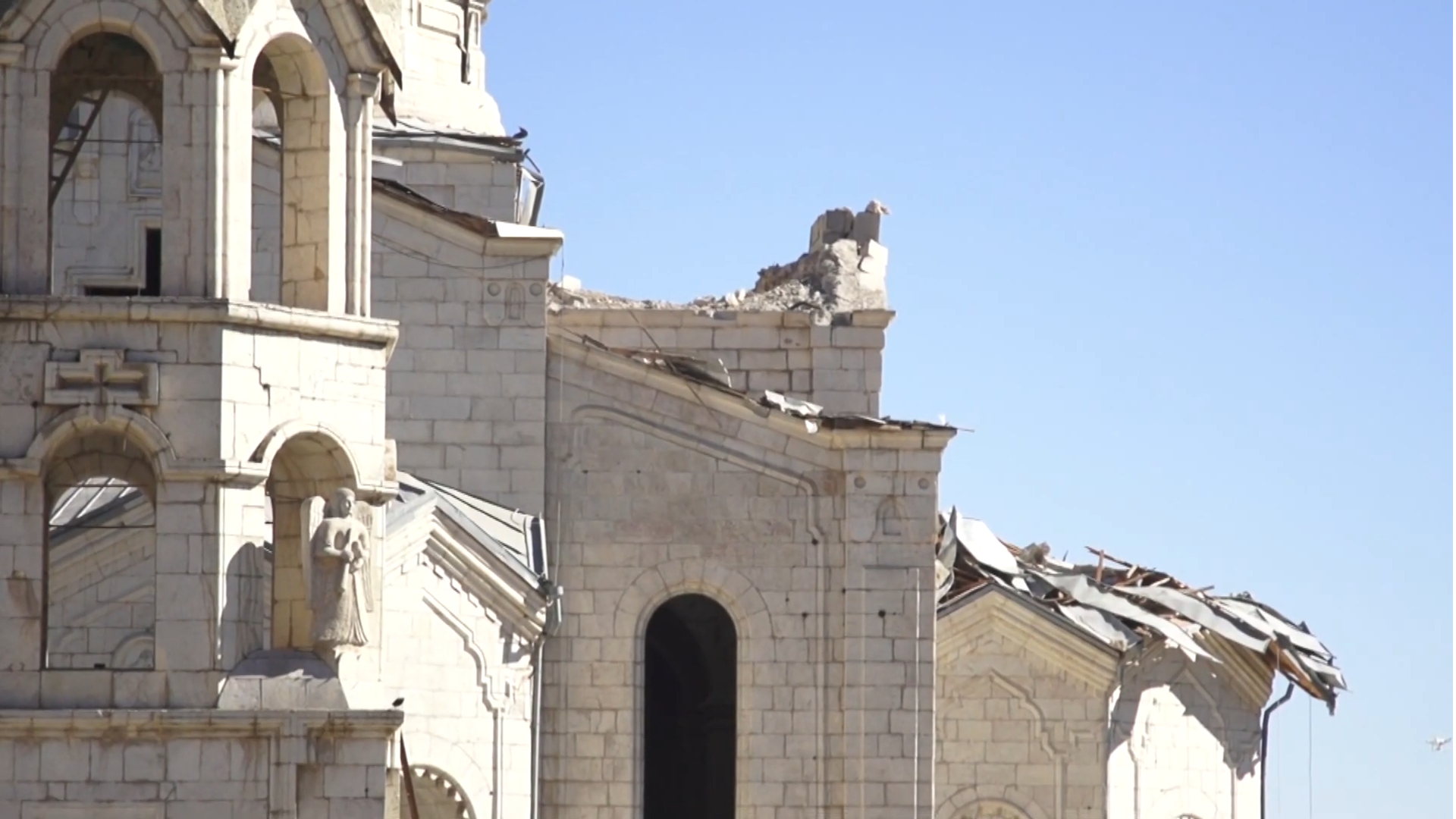
Parte danneggiata della cattedrale di Ghazanchetsots
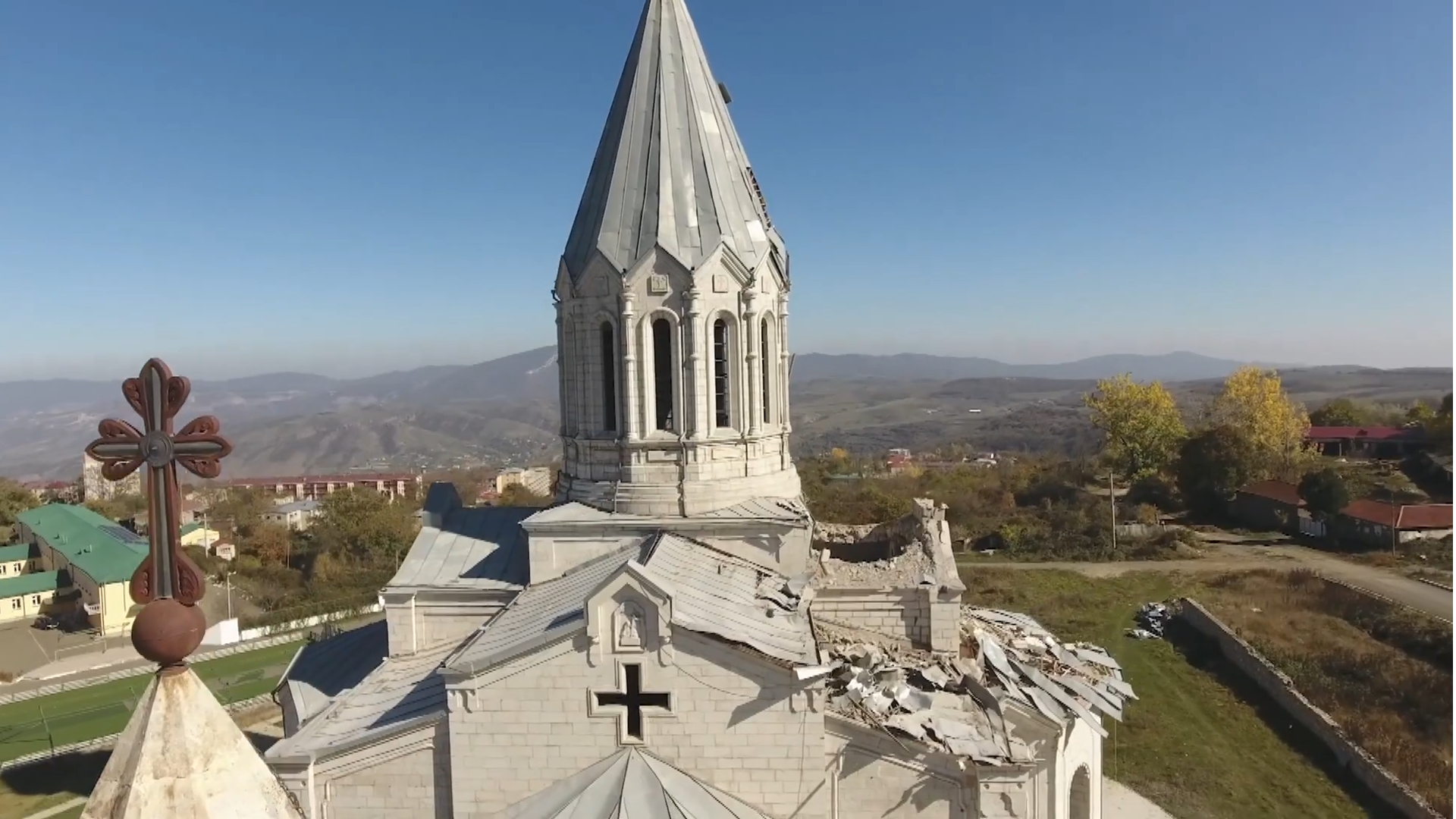
Ghazanchetsot, danni
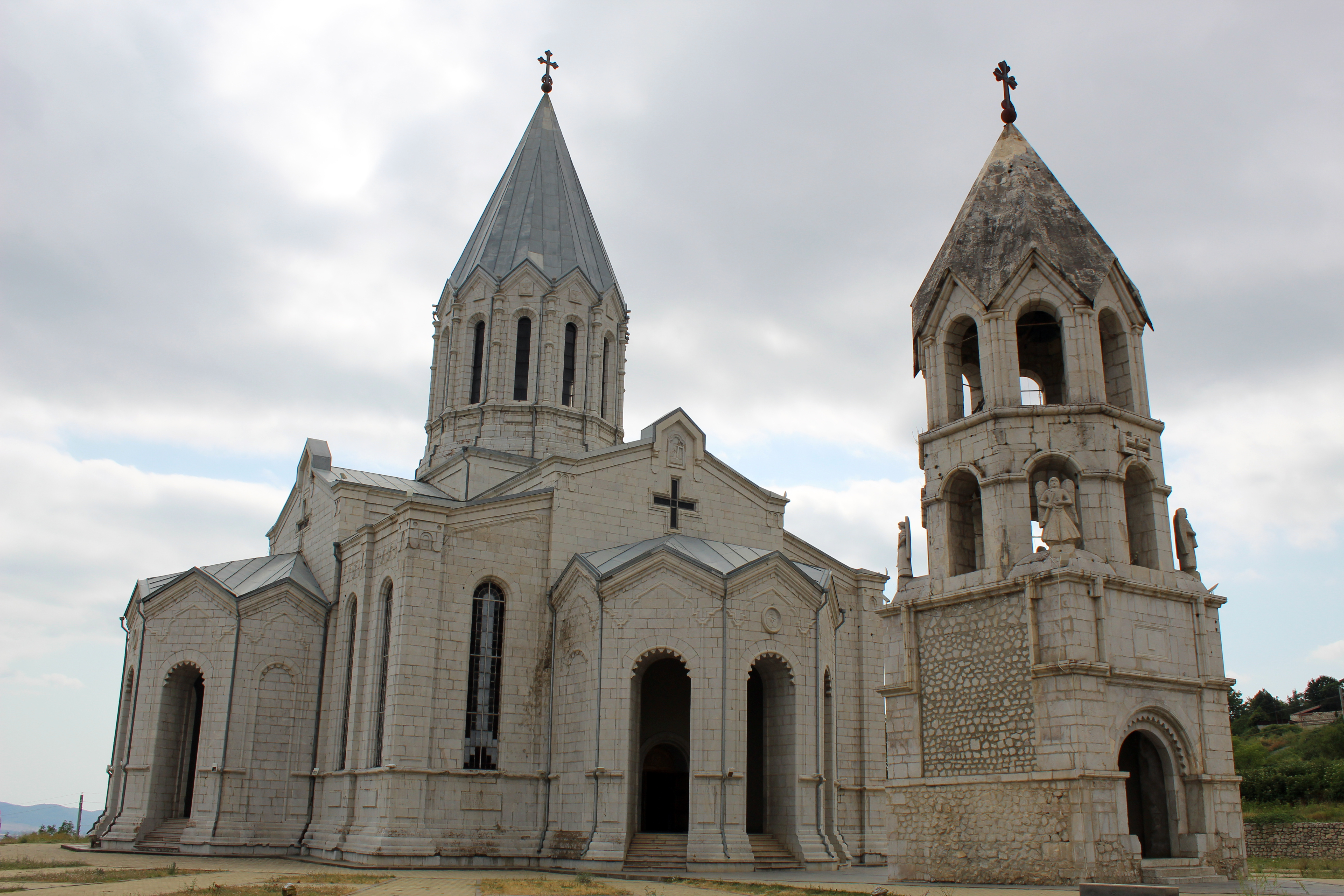
La cattedrale di Ghazanchetsots prima del bombardamento